# NCSM Medicine Hat (J256)
Le NCSM  Medicine Hat (pennant number J256) (ou en anglais HMCS Medicine Hat) est un dragueur de mines de la Classe Bangor lancé pour la Royal Canadian Navy (RCN) et qui a servi pendant la Seconde Guerre mondiale.

## Conception
Le Medicine Hat est commandé dans le cadre du programme de la classe Bangor de 1940-41 pour le chantier naval de Canadian Vickers Limited de Montréal au Québec au Canada. La pose de la quille est effectuée le 1er janvier 1941, le Medicine Hat est lancé le 25 juin 1941 et mis en service le 4 décembre 1941.
La classe Bangor doit initialement être un modèle réduit de dragueur de mines de la classe Halcyon au service de la Royal Navy,. La propulsion de ces navires est assurée par 3 types de motorisation: moteur diesel, moteur à vapeur à pistons à double ou triple expansions et turbine à vapeur. Cependant, en raison de la difficulté à se procurer des moteurs diesel, la version diesel a été réalisée en petit nombre.
Les dragueurs de mines de classe Bangor version canadienne déplacent 683 tonnes en charge normale. Afin de pouvoir loger les chaufferies, ce navire possède des dimensions plus grandes que les premières versions à moteur diesel avec une longueur totale de 54,9 mètres, une largeur de 8,7 mètres et un tirant d'eau de 2,51 mètres. Ce navire est propulsé par 2 moteurs alternatifs verticaux à triple détente alimentés par 2 chaudières à tubes d'eau à 3 tambours Admiralty et entraînant deux arbres d'hélices. Le moteur développe une puissance de 2 400 chevaux-vapeur (1 790 kW) et atteint une vitesse maximale de 16 nœuds (30 km/h). Le dragueur de mines peut transporter un maximum de 152 tonnes de fioul.
Leur manque de taille donne aux navires de cette classe de faibles capacités de manœuvre en mer, qui seraient même pires que celles des corvettes de la classe Flower. Les versions à moteur diesel sont considérées comme ayant de moins bonnes caractéristiques de maniabilité que les variantes à moteur alternatif à faible vitesse. Leur faible tirant d'eau les rend instables et leurs coques courtes ont tendance à enfourner la proue lorsqu'ils sont utilisés en mer de face.
Les navires de la classe Bangor sont également considérés comme exiguës pour les membres d'équipage, entassant 6 officiers et 77 matelots dans un navire initialement prévu pour un total de 40.

## Histoire

### Seconde Guerre mondiale
Le Medicine Hat est mis en service le 4 décembre 1941 à Montréal, et après son arrivée à Halifax, en Nouvelle-Écosse, le 13 décembre, le navire est affecté à la Western Local Escort Force (WLEF) (Force d'escorte locale de l'Ouest) comme escorte de convoi dans la bataille de l'Atlantique. En juin 1942, le Medicine Hat est transféré à la Sydney Force (Force de Syndey), la force de patrouille et d'escorte opérant à partir de Sydney (Nouvelle-Écosse). Pendant cette période, le Medicine Hat est l'un des dragueurs de mines de classe Bangor affectés à la protection des convois côtiers dans le golfe du Saint-Laurent et le fleuve Saint-Laurent. La bataille du Saint-Laurent commence en mai 1942 et se poursuit tout au long de l'été. Le Medicine Hat escorte le premier convoi Québec-Sydney, QS 1.
En janvier 1943, le dragueur de mines rejoint la WLEF pour six mois et est transféré à la Halifax Force (Force d'Halifax) pour des tâches de patrouille et d'escorte locale à partir de Halifax en juin.
Le Medicine Hat reste dans les forces d'Halifax jusqu'en mai 1944, à l'exception de novembre-décembre 1943. Pendant cette période, le dragueur de mines rejoint la Newfoundland Force (Force de Terre-Neuve), l'unité d'escorte et de patrouille basée à Saint-Jean de Terre-Neuve (Terre-Neuve). En mai 1944, le Medicine Hat retourne à la Sydney Force et reste avec cette unité jusqu'en janvier 1945. Ce mois-là, le navire de guerre rejoint la Newfoundland Force jusqu'à la fin de la guerre en Europe.

### Après-guerre
Après la fin des hostilités en Europe, le Medicine Hat effectue diverses tâches le long de la côte atlantique jusqu'à ce qu'il est désarmé à Halifax le 6 novembre 1945. Le navire est immobilisé à Shelburne (Nouvelle-Écosse), jusqu'en 1946, date à laquelle le dragueur de mines est placé en réserve stratégique à Sorel, au Québec.
Le Medicine Hat reste à Sorel jusqu'en 1951, lorsque le dragueur de mines est réactivé par la Marine royale canadienne pendant la guerre de Corée. Le navire est amené à Sydney, où il reçoit le nouveau numéro de coque (Pennant number) FSE 197 et est réaffecté comme escorte côtière. Cependant, le navire n'est jamais remis en service et reste en réserve à Sydney jusqu'au 29 novembre 1957, date à laquelle le Medicine Hat est officiellement transféré à la marine turque.
Rebaptisé TCG Biga (TCG pour Türkiye Cumhuriyeti Gemisi ou Navire de la République de Turquie) par la marine turque, le navire reste en service jusqu'en 1963, date à laquelle il a été mis au rebut. Le navire est démantelé en Turquie en 1963,

### Honneurs de bataille
- Gulf of St. Lawrence 1942
- Atlantic 1943

### Participation auxconvois
Le Medicine Hat a navigué avec les convois suivants au cours de sa carrière:
1. Convoi BX 41
2. Convoi HX 223
3. Convoi HX 227
4. Convoi HX 233
5. Convoi HX 282
6. Convoi HX 284
7. Convoi ON 162
8. Convoi ON 168
9. Convoi ON 173
10. Convoi ONS 32
11. Convoi QS 1
12. Convoi SC 103
13. Convoi SC 120
14. Convoi XB 121
15. Convoi XB 123
16. Convoi XB 41

### Commandement
- Lieutenant (Lt.) James Bevan (RCNR) du 4 décembre 1941 au 1er mai 1943
- Lieutenant (Lt.) John Edisforth Heward (RCNVR) du 2 mai 1943 au 20 décembre 1943
- Lieutenant (Lt.) A.A.R. Dykes (RCNR) du 21 décembre 1943 au 10 janvier 1944
- Lieutenant (Lt.) John Edisforth Heward (RCNVR) du 11 janvier 1944 au 28 août 1944
- Lieutenant (Lt.) Raymond John Keelan (RCNVR) du 29 août 1944 au 7 mai 1945
- Lieutenant (Lt.) Kenneth Guy Clark (RCNVR) du 8 mai 1945 au 11 juin 1945
- Commander (Cdr.) Alexander McAllister McLarnon (RCNR) du 12 juin 1945 au 18 juillet 1945
- Lieutenant (Lt.) William Rodney Aylwin (RCNVR) du 19 juillet 1945 au 6 novembre 1945

Notes:
RCNR: Royal Canadian Naval Reserve
RCNVR: Royal Canadian Naval Volunteer Reserve 